# Albine
Albine (okzitanisch: Albina) ist eine französische Gemeinde mit 512 Einwohnern (Stand: 1. Januar 2022) im Département Tarn in der Region Okzitanien (vor 2016: Midi-Pyrénées). Sie gehört zum Arrondissement Castres und zum Kanton Mazamet-2 Vallée du Thoré (bis 2015: Kanton Saint-Amans-Soult). Die Einwohner werden Albinòls genannt.

## Lage
Albine liegt etwa 29 Kilometer südöstlich von Castres am Fuß der Montagne Noire (dt. „Schwarzes Gebirge“) und ist Teil des Regionalen Naturparks Haut-Languedoc. Der Fluss Thoré begrenzt die Gemeinde im Norden. Hier mündet sein Zufluss Candesoubre. Umgeben wird Albine von den Nachbargemeinden Saint-Amans-Valtoret im Norden und Nordwesten, Rouairoux im Norden, Sauveterre im Osten, Lespinassière im Süden, Castans im Südwesten sowie Saint-Amans-Soult im Westen.

## Bevölkerungsentwicklung
| Jahr                      | 1962 | 1968 | 1975 | 1982 | 1990 | 1999 | 2006 | 2013 |
| Einwohner                 | 607  | 619  | 586  | 593  | 566  | 546  | 528  | 524  |
| Quelle: Cassini und INSEE |      |      |      |      |      |      |      |      |